# Cantacuzino-család
A Cantacuzino-család görög származású román nemesi család, amelyből több havasalföldi és moldvai fejedelem származott. A családi hagyomány úgy tartotta, hogy szerint a bizánci Kantakuzénosz-családból erednek,  közelebbről VI. Ióannész Kantakuzénosz bizánci császártól. Az 1710–11-es pruti hadjárat után a család egy oldalága az Oroszországban telepedett meg, ahol hercegi (knyáz) rangot kapott. 1944-ben Ștefan Cantacuzino Svédországban telepedett le, ahol leszármazottai a nem honos nemességhez tartoznak.

## A család származása
A családtagok állítása szerint az eredeti Kantakuzénosz-ház és a későbbi Cantacuzino-ház közötti genealógiai kapcsolat széleskörű kutatás tárgya volt. A család először a fanarióták korában jelent meg a 16. század végén Mihail Şaitanoglu Kandakuzinósz személyében, több mint száz évvel Konstantinápoly eleste után. Vitatott, hogy a család tényleg kapcsolódik-e a bizánci császári családhoz, mivel abban a korban eléggé megszokott volt a gazdag görögök között, hogy bizánci neveket vegyenek fel, és azt állítsák, hogy a bizánci történelem híres családjaitól származnak. A család első tagja, aki nyilvánosan hangsúlyozta a császári származást Radu Cantacuzino (1699–1761) trónkövetelő volt. Ő egy olyan családfával állt elő, amelyben összekötötte saját magát VI. Ióannész bizánci császárral és amely számos kitalált személyt tartalmazott. Radu megváltoztatta a címerét is: a korábbi egy keresztet tartó sast ábrázolt,  az új több pajzsot tartalmazott, és több régiót és családot ábrázolt.
Steven Runciman neves bizantinológus szerint az utóbbi idők Kandakuzinószai „talán az egyedüli család, amely hitelesen állítja, hogy a bizánci császárok egyenes leszármazottja”, ezzel szemben Donald Nicol történésznek az a véleménye, hogy a hazafias román történészek sok munkát fektettek annak kimutatásába, hogy az összes bizánci császári család közül csak a Kantakuzénosz maradt fenn napjainkig, mindazonáltal a 15. század közepe után a leszármazási vonal legalábbis bizonytalan.
A bizánci család eredete Szmirnáig követhető nyomon. Konsztandínosz Ámandosz görög bizantinológus felvetése szerint a „Kantakuzénosz” a görög κατὰ-κουζηνᾶν vagy κατὰ-κουζηνόν-nak felel meg, azaz a (Szmirna melletti) Kuzénoszból származót jelent. Donald Nicol egyetértett ezzel az elmélettel, és felvázolt néhány 11. illetve 13. századi kapcsolatot a Kantakuzénoszok és a település között.

## A román ág származása
A görög Kandakuzinósz család Konstantinápolyban és Görögországban élt a görög szabadságharc idején, de az eredeti görög család elágazásai Európa több részén is megtelepedtek. Az új ágak között volt a havasalföldi és moldvai, illetve az oroszországi ág, amely a havasalföldi-moldvaiból szakadt ki. Az 1917-es oroszországi forradalmak illetve Romániának a második világháború uráni szovjet megszállása (1944–1947) miatt ezek az ágak főképp Nyugat-Európában és Észak-Amerikában élnek.
Jean-Michel Cantacuzène és Mihail Sturdza szerint a romániai Cantacuzino-család őse Andrónikosz Kandakuzinósz (1553–1601), konstantinápolyi görög bankár, Mihail Şaitanoglu Kandakuzinósz fia. Andrónikosz számos fia közül kettő bojár lett a mai Románia területén.

## Híres családtagok

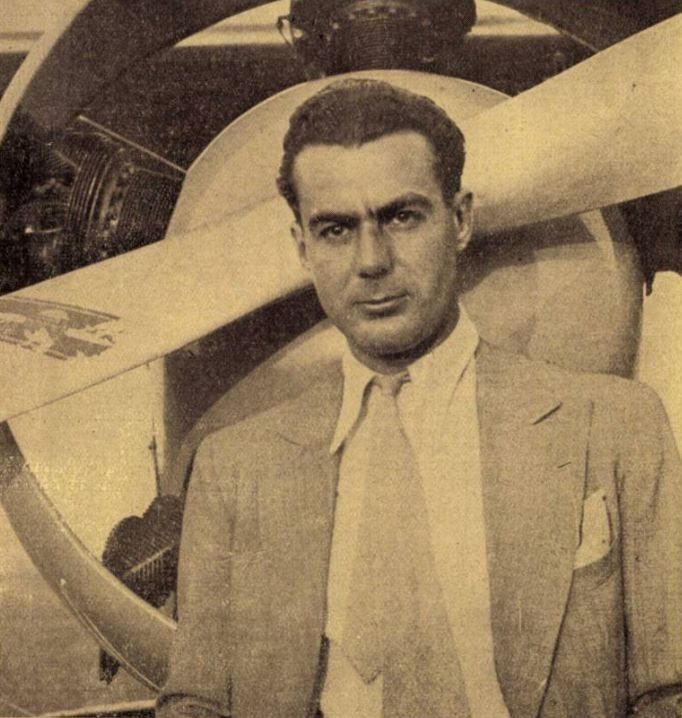
Constantin Cantacuzino pilóta

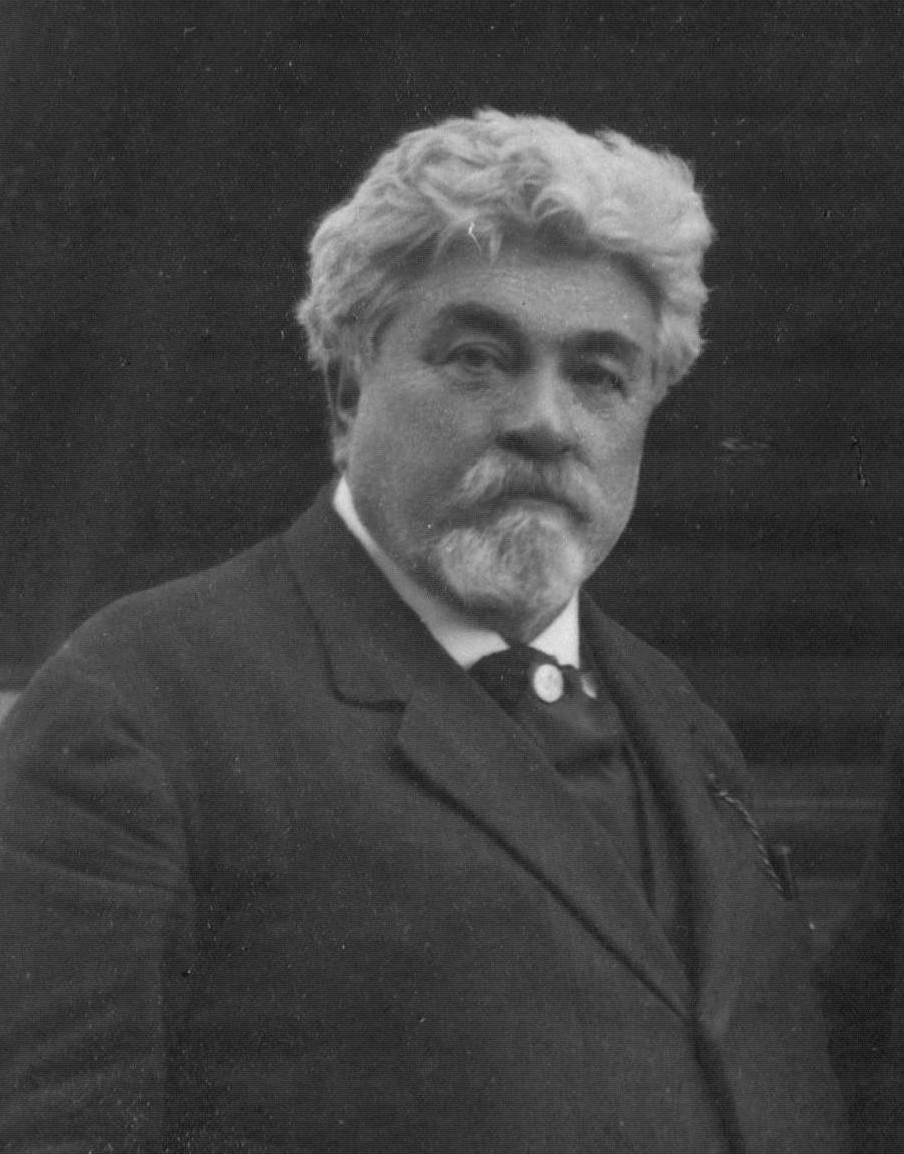
Ioan Cantacuzino orvos

- Alexandru Cantacuzino(wd) (1811–1884) külügyminiszter, pénzügyminiszter
- Alexandru Cantacuzino(wd) (1901–1939), ügyvéd, legionárius
- Casandra Cantacuzino (1685–1713), moldvai fejedelemasszony, Dimitrie Cantemir felesége
- Constantin Cantacuzino(wd) (1639–1716), asztalnok
- Constantin Cantacuzino(wd) (1905–1958), második világháborús ászpilóta
- Constantin Cantacuzino-Pașcanu(wd) (1856–1927) politikus
- Dumitrașcu Cantacuzino(wd) (1620–1685) moldvai fejedelem
- George Matei Cantacuzino(wd) (1899–1960), építész, festő
- Gheorghe Cantacuzino(wd) olténiai bán, havasalföldi trónkövetelő
- Gheorghe I. Cantacuzino(wd) (1937–2019), történész, régész
- Gheorghe Cantacuzino-Grănicerul(wd) (1869–1937), tábornok, politikus, a Vasgárda tagja
- Gheorghe Cantacuzino-Râfoveanu(wd) (1845–1898), pénzügyminiszter
- Gheorghe Grigore Cantacuzino (1833–1913), Románia miniszterelnöke
- Grigore Gheorghe Cantacuzino(wd) (1872–1930), Bukarest polgármestere
- Ioan Alexandru Cantacuzino(wd) (1829–1897) miniszter
- Ioan Cantacuzino(wd) (1863–1934) orvos, bakteriológus
- Ioana Cantacuzino(wd) (1895–1951) pilóta
- Ion Filotti Cantacuzino(wd) (1908–1975), író, filmproducer
- Matei B. Cantacuzino(wd) (1855–1925), Jászvásár polgármestere, oktatásügyi miniszter, igazságügyminiszter
- Mihail G. Cantacuzino(wd) (1867–1928), Bukarest polgármestere, igazságügyminiszter
- Pârvu Cantacuzino(wd) (?–1769), olténiai bán
- Radu Cantacuzino(wd) (1699–1761) tábornok, havasalföldi trónkövetelő
- Rodion Cantacuzino(wd) (1725–1774), ezredes, az 1768–74-es orosz–török háború résztvevője, a család orosz ágának a megalapítója
- Scarlat Cantacuzino(wd) (1874–1949), költő és diplomata[14]
- Șerban Cantacuzino (1634–1688), havasalföldi fejedelem
- Serban Cantacuzino(wd) (1928–2018), építész
- Șerban Cantacuzino(wd) (1941–2011), színész
- Ștefan Cantacuzino (1675–1716), havasalföldi fejedelem
- Elisabeta Știrbey(wd) (1805–1874), havasalföldi fejedelemasszony, Barbu Știrbei felesége

## Fordítás
- Ez a szócikk részben vagy egészben  a   Cantacuzino family című angol Wikipédia-szócikk ezen változatának fordításán alapul.  Az eredeti cikk szerkesztőit annak laptörténete sorolja fel. Ez a jelzés csupán a megfogalmazás eredetét és a szerzői jogokat jelzi, nem szolgál a cikkben szereplő információk forrásmegjelöléseként.